# Roswell (Fernsehserie)
Roswell ist eine US-amerikanische Science-Fiction-Fernsehserie von Jason Katims. Der Pilotfilm basiert auf der Buchserie „Roswell High“, geschrieben von Laura J. Burns und Melinda Metz, veröffentlicht von Pocket Books (USA).
Die Serie wurde von 1999 bis 2002 erstmals im Fernsehen ausgestrahlt. Sie handelt von den High-School-Schülern Max und Isabel Evans sowie Michael Guerin, die keine Menschen, sondern Außerirdische sind, die 1947 in Roswell, New Mexico mit einem Raumschiff auf der Erde abstürzten. Als Max eines Tages seiner Mitschülerin Liz Parker das Leben rettet, lenkt er die Aufmerksamkeit der Behörden auf sich – und das ruhige Leben, das die drei Jugendlichen in Roswell bislang geführt haben, hat ein jähes Ende.
Die Serie wurde 2006 im deutschsprachigen Raum auf DVD veröffentlicht. Ab November 2006 wurden alle Staffeln von Anixe HD in Deutschland erstmals in HD ausgestrahlt.

## Rahmengeschichte
Zan, Vilandra, Rath und Ava (später in der Serie bekannt als die „königlichen Vier“) waren einst die Mitglieder der königlichen Familie des Planeten Antar. Dieser ist Teil eines Planetensystems aus insgesamt fünf mit intelligenten Wesen bevölkerten Planeten, die zunächst in Frieden miteinander koexistierten. Der feindliche Herrscher Kivar überfiel eines Tages seine Nachbarplaneten und riss die Herrschaft über Antar an sich. Zan, der damalige König von Antar, seine Frau Ava und Schwester Vilandra, sowie Zans Stellvertreter Rath, fielen ihm dabei zum Opfer. Nach ihrem Tod wurde ihre DNS und die DNS von Menschen dazu verwendet, zwei Sätze von Außerirdischen/Mensch-Hybriden bzw. Klonen der königlichen Vier zu erstellen. In der Serie sind dies Max (Zan) und Isabel Evans (Vilandra), Michael Guerin (Rath) und Tess Harding (Ava). Die Klone wurden auf die Erde geschickt, um sie vor Kivar zu schützen. Sie sollen eines Tages zurückkehren und den Frieden auf Antar wiederherstellen.
Das Raumschiff mit Max, Isabel, Michael und Tess (sowie der weitere Satz Klone und ihre vier Beschützer) stürzte im Jahre 1947 in Roswell, New Mexico ab. Die US-Armee fand die außerirdischen Inkubationskapseln und die zwei überlebenden Antarier und brachte sie zwecks ihrer Erforschung auf eine Militärbasis. Mit der Hilfe eines jungen Luftwaffenpiloten konnten die Außerirdischen samt den Kapseln fliehen. Nasedo (einer der beiden überlebenden Beschützer) versteckte einen Satz Klone im Inneren einer Felsformation in der Wüste New Mexicos. Über 40 Jahre später verließen Max, Isabel und Michael im Alter von etwa sechs Jahren ihre Kapseln. Der vierte Klon, Tess, die eingeschlossen in ihrer Kapsel zurückblieb, wurde später von Nasedo gefunden und aufgezogen. Max und Isabel fanden bei ihren Adoptiveltern Philip und Diane Evans ein liebevolles und stabiles Zuhause. Michael dagegen wuchs in der Obhut eines gewalttätigen Pflegevaters auf, der dazu noch Alkoholiker war.
Zu Beginn der Serie sind Max, Isabel und Michael inzwischen 16 Jahre alt und Schüler an der Roswell High School. Sie sind sehr darauf bedacht, nicht aufzufallen und bleiben immer unter sich. Sie wissen ob ihres außerirdischen Ursprungs, jedoch nicht, woher sie stammen und warum sie auf der Erde sind.

## Erzählstil
Obwohl die Handlung der Serie sich primär um das Schicksal von Max, Isabel und Michael dreht, übernimmt Liz Parker überwiegend die Rolle der Erzählerin. So enthält beinahe jede Folge mindestens eine Szene, die Liz beim Schreiben in ihr Tagebuch zeigt. Ihre Stimme aus dem Off verrät dem Zuschauer ihre gegenwärtigen Gedanken, welche die Ereignisse der Folge ankündigen, untermalen oder nachträglich bewerten sollen. Die Pilotfolge beginnt mit einem gesprochenen Tagebucheintrag von Liz mit folgenden Worten: „Ich bin Liz Parker und vor fünf Tagen gestorben, aber danach wurde es erst richtig verrückt.“ In der zweiten Staffel wird dieser Erzählstil weitestgehend nicht mehr angewendet, aus dem einfachen Grund, dass Liz nur noch selten in ihr Tagebuch schreibt. Stattdessen übernimmt ihre beste Freundin Maria in einigen Folgen eine ähnliche Rolle und erklärt dabei auf ihre eigene Art und Weise die aktuellen Geschehnisse in der Clique, indem sie den Zuschauer über die Kamera direkt anspricht.

## Handlung

### Staffel 1
Die 16-jährige Liz Parker wird während ihrer Arbeit als Kellnerin im „Crashdown Café“, das ihrem Vater gehört, infolge eines Streits zwischen zwei Kunden mit einer Waffe angeschossen und tödlich getroffen. Ihr Mitschüler Max Evans eilt herbei und rettet ihr durch bloßes Handauflegen das Leben. Wie Liz kurz darauf feststellen muss, sind Max und dessen Schwester Isabel sowie ihr gemeinsamer Freund Michael Guerin Außerirdische, die während des berühmten Roswell-Zwischenfalls von 1947 mit ihrem Raumschiff auf der Erde abgestürzt sind. Obwohl sie Max schwört, sein Geheimnis für sich zu behalten, erzählt Liz ihrer besten Freundin Maria DeLuca davon. Der wenig überzeugende Versuch der Jugendlichen, die wahren Ereignisse im „Crashdown Café“ zu vertuschen, erregt die volle Aufmerksamkeit des übereifrigen Sheriffs Valenti. Er heftet sich fortan an ihre Fersen, mit dem Ziel, um jeden Preis herauszufinden, was bei dem Vorfall wirklich passiert ist. Das FBI entsendet zudem diverse Agenten nach Roswell, die in der Sache ebenfalls ermitteln. Das Problem der Geheimniswahrung wird somit zu einem wichtigen Thema der ersten Staffel und nimmt großen Einfluss auf die Entwicklung der Beziehungen der Protagonisten untereinander. Zwischen Liz und Max entwickelt sich eine zarte Romanze, während Michael und Maria sich in einer leidenschaftlichen, und oft explosiven, Beziehung wiederfinden.
Aufgrund der Ereignisse sind die drei Außerirdischen mehr denn je gezwungen, sich stärker mit ihrer Herkunft zu beschäftigen. Sie lernen den Antarier Nasedo sowie die neue Mitschülerin Tess Harding kennen, von der sie erfahren, dass sie eine von ihnen ist. Im Gegensatz zu ihnen, besitzt Tess die Kenntnis über ihr vergangenes Leben sowie ihre vermeintliche Bestimmung: Demnach sind sie die Klone der „königlichen Vier“ vom entfernten Planeten Antar. Max ist der König, Isabel seine Schwester, Michael sein Stellvertreter und Isabels Gefährte, und Tess ist Max' Frau. Ihre Mission ist es, eines Tages auf Antar zurückzukehren und ihr Volk aus der Knechtschaft des feindlichen Herrschers Kivar zu befreien.

### Staffel 2
Nachdem Max, Isabel und Michael am Ende der ersten Staffel von ihrer Bestimmung erfahren haben, gehen die Beziehungen zwischen Liz und Max sowie Michael und Maria im Vorfeld der zweiten Staffel auseinander. Obwohl die Jugendlichen versuchen weiterhin Freunde zu bleiben, führt die Situation wiederholt zu Spannungen in der Gruppe. Zu Beginn der Staffel wird eine neue außerirdische Spezies vorgestellt, die „Skins“, die in Kivars Auftrag auf der Erde nach den königlichen Vier suchen, um sie auf seine Seite zu ziehen oder, wenn sie sich weigern, zu töten. Als Nasedo von einer Skin ermordet wird, findet Tess ein neues Zuhause bei Sheriff Valenti und dessen Sohn Kyle. Sie beginnt, sich in der Clique einzuleben.
Max, Isabel, Michael und Tess erfahren, dass ein weiterer Satz Klone der königlichen Vier auf der Erde existiert. Ihre Namen sind Rath (Michael-Klon), Zan (Max-Klon), Lonnie (Isabel-Klon) und Ava (Tess-Klon). Max vertritt den kurz zuvor getöteten Zan bei einem Gipfeltreffen der Könige der Planeten seines Sonnensystems, das in New York stattfindet. Rath und Lonnie versuchen, ihn davon zu überzeugen, auf Kivars Angebot des Waffenstillstands einzugehen, wobei Max jedoch sein Recht auf Antars Thron an Kivar abtreten müsste. Max lehnt dies ab. Nach einem anschließenden missglückten Attentat auf Max verschwinden Rath und Lonnie spurlos.
Während der Staffel reist Alex für einige Wochen nach Schweden. Kurz nach seiner Rückkehr stirbt er auf tragische Weise bei einem Autounfall. Die Polizei findet Hinweise, die auf Alex' Selbstmord schließen lassen, doch Liz will dies nicht glauben. Durch ihre Nachforschungen erfährt sie, dass er nie in Schweden war, sondern in der Zeit am Las Cruces College gelebt und an der Übersetzung des außerirdischen Buches, das das Schicksal der „königlichen Vier“ beschreibt, gearbeitet hat. Obwohl sie die Übersetzung finden, gelingt es Michael, Maria und Liz zunächst nicht, Alex’ Mörder aufzuspüren.
Währenddessen kommen Max und Tess einander immer näher, bis sie schließlich miteinander schlafen und Tess schwanger wird. Das Baby kann auf der Erde nicht überleben, sodass die Vier beschließen, den Planeten zu verlassen, was ihnen aufgrund der Erkenntnisse aus dem Schicksalsbuch nunmehr möglich ist. Zeitgleich erkennen Maria und Liz, dass Tess Kyles Erinnerungen manipuliert hat und es gelingt ihm, sich an Alex’ Tod zu erinnern. Als sie in Anwesenheit der anderen mit dieser Erkenntnis konfrontiert wird, gibt Tess schließlich zu, Alex’ Verstand regelmäßig manipuliert zu haben, damit er das Buch für sie übersetzt. Sie erzählt von einem Handel, den Nasedo einst mit Kivar einging, der es ihr erlaubt, sicher nach Hause zurückzukehren, solange sie Max’ Erben in sich trägt und Max, Isabel und Michael an Kivar ausliefert. Daraufhin beschließt die Gruppe zurückzubleiben und beobachtet, wie Tess die Erde mit dem Granilith, einer Art außerirdischen Rettungskapsel, verlässt. Max gesteht Liz erneut seine Liebe und nimmt sich vor, seinen Sohn zu retten.

### Staffel 3
Die dritte und letzte Staffel beschäftigt sich mit Max’ Bemühungen, seinen Sohn zu retten. Sein Plan ist es, eine Möglichkeit zu finden, selbst nach Antar zu reisen. Hierzu überfällt er gemeinsam mit Liz eine Tankstelle in Utah, in dessen Keller er ein riesiges Raumschiff vorfindet, das offenbar von seinem Planeten stammt. Liz und Max müssen vor der eintreffenden Polizei flüchten und landen schließlich im Gefängnis, was weitreichende Folgen für den Rest der Staffel nach sich zieht. Als Max später zum Schiff zurückkehrt, ist es verschwunden. Seine Suche führt ihn bis nach Los Angeles, doch es stellt sich schließlich heraus, dass das Raumschiff schwer beschädigt und daher nicht flugfähig ist. Enttäuscht, und mit dem Gefühl, seinen Sohn im Stich lassen zu müssen, kehrt Max nach Roswell zurück.
Isabel beginnt eine Beziehung mit Jesse Ramirez, einem mehrere Jahre älteren Rechtsanwalt, der in der Kanzlei ihres Vaters angestellt ist. Zur großen Enttäuschung ihrer Eltern, Max und Michael heiraten die beiden etwa in der Mitte der Staffel. Als Jesse die Wahrheit über Isabels Herkunft erfährt, hat er große Schwierigkeiten sie zu akzeptieren, sodass die Freunde befürchten, von ihm verraten zu werden. Die Beziehung zwischen Maria und Michael gewinnt in dieser Staffel an mehr Tiefe, auch wenn es zwischenzeitlich erneut zu einem Bruch zwischen ihnen kommt. Michael nimmt einen Job als Nachtwächter in einem örtlichen Pharmaunternehmen an und bemerkt nicht, dass er an seinem Arbeitsplatz heimlich ausgespäht wird.
Es wird bekannt, dass das FBI weiterhin gegen Max und seine Freunde ermittelt und plant, sie anzugreifen. Liz entwickelt aufgrund ihrer Heilung durch Max übernatürliche Fähigkeiten; unter anderem bekommt sie Zukunftsvisionen über Personen, mit denen sie in Berührung kommt, wodurch sie ebenfalls in das Visier des FBI gerät. Die Situation wird zusätzlich kompliziert, als Tess mit Max’ Sohn Zan zur Erde zurückkommt und in die Hände des Militärs fällt. Sie flieht, indem sie alle Menschen tötet, die sich ihr in den Weg stellen. Anschließend liefert sie Zan, der nur die menschliche DNA seiner Eltern geerbt hat und deshalb auf Antar nicht überlebensfähig ist, bei Max ab. Sie kehrt auf die Militärbasis zurück und sprengt diese von innen in die Luft, um alle anwesenden Agenten, die Max und seinen Freunden auf den Fersen sind, zu töten.
Die Gruppe um Max beschließt, gemeinsam aus Roswell zu fliehen. Zuvor gibt Max seinen Sohn zur Adoption frei, um ihm ein normales Leben zu ermöglichen. Nachdem Liz, Max, Michael, Isabel, Maria und Kyle einem vom FBI geplanten Anschlag während ihrer High-School-Abschlussfeier entkommen, verabschieden sie sich von Sheriff Valenti und Isabels Ehemann Jesse, dem sie verbietet, mit ihnen zu kommen.
Die letzten Szenen der Staffel zeigen die Hochzeit von Liz und Max, während Liz’ Vater in ihrem Tagebuch liest, welches er per Post erhalten hat und das ihm Aufschluss über die letzten drei Jahre aus dem Leben seiner Tochter gibt. Die Serie endet mit Liz’ Worten und ihrem letzten Tagebucheintrag: „Ich bin Liz Parker und ich bin glücklich.“

## Figuren

### Hauptcharaktere

#### Max Evans/Zan

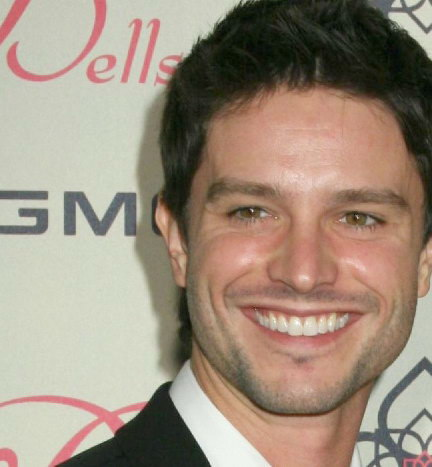
Jason Behr

Max Evans (dargestellt von Jason Behr) ist der Bruder von Isabel und Adoptivsohn von Philip und Diane Evans. In seinem früheren Leben war er Zan, der König des Planeten Antar. Wie Isabel und Michael, weiß er bis Ende der ersten Staffel nicht, woher er kommt und warum er auf der Erde ist. Max hat die Fähigkeit der molekularen Manipulation, genau wie der Rest seiner außerirdischen Gefährten. Er besitzt schon als Kind die einzigartige Fähigkeit, Kranke und Verletzte zu heilen. In der zweiten Staffel ist er in der Lage, mit seinen Händen eine Art Schutzschild zwischen sich und seinen Feinden zu erzeugen. Es stellt sich weiter heraus, dass die Personen, die er heilt, darunter Liz und Kyle, beginnen, ebenfalls übermenschliche Fähigkeiten zu entwickeln.
Max ist sein Leben lang gezwungen, seine wahre Identität zu verbergen. Dies macht ihn zu einem komplexen Charakter, der einerseits sehr scheu und introvertiert, andererseits auch leidenschaftlich und unbeschwert sein kann. Noch bevor er weiß, dass er der Klon des Königs von Antar ist, übernimmt er die Anführerrolle unter seinen Freunden. Max hat einen ausgeprägten Beschützerinstinkt gegenüber anderen Menschen, insbesondere denen, die ihm nahestehen. Er übernimmt immer die volle Verantwortung für seine Entscheidungen und Handlungen. Eine wichtige Grundlage von Max’ Charakter (und der Serie selbst) ist seine Liebe zu Liz Parker, zu der er eine tiefe, geheimnisvolle Verbindung aufbaut, die nie eine rationale Erklärung findet.
Am Ende der zweiten Staffel zeugt Max ein Kind mit Tess und erfährt, dass es von Anfang an ihr Ziel gewesen ist, mit seinem Erben nach Antar zurückzukehren, was ein weiterer Teil von Kivars Verschwörung gegen die königlichen Vier ist. Mit dem Baby im Bauch gelingt Tess mittels einer in einer Felsformation eingebetteten Rettungskapsel die Flucht nach Antar. Ende der dritten Staffel kehrt sie jedoch zur Erde zurück, da ihr Sohn offenbar nur die menschliche DNA seiner Eltern geerbt hat und auf Antar nicht überlebensfähig ist. Nach reiflicher Überlegung beschließt Max, das Baby zur Adoption frei zu geben. Wenig später flieht er gemeinsam mit Liz, Isabel, Michael, Maria und Kyle für immer aus Roswell und heiratet Liz an einem unbestimmten Ort.

#### Isabel Evans/Vilandra

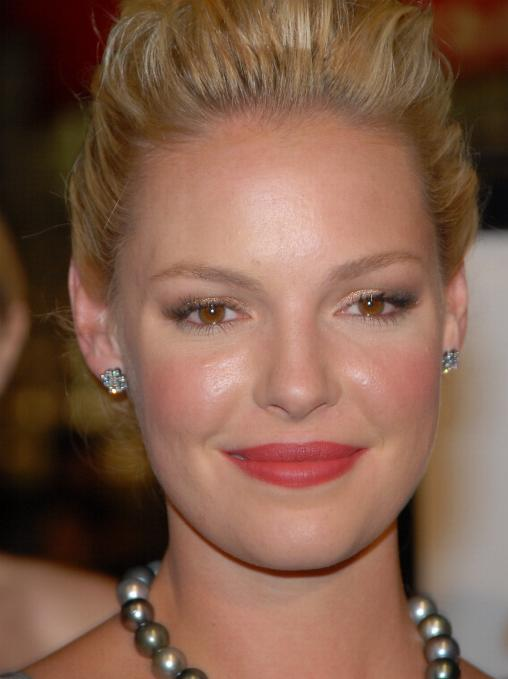
Katherine Heigl

Isabel Evans (dargestellt von Katherine Heigl) ist, wie ihr Bruder Max, ihr bester Freund Michael Guerin und Tess Harding, ein Klon der sogenannten königlichen Vier vom Planeten Antar. Sie und Max wurden von Philip und Diane Evans adoptiert. In der ersten Staffel beginnt sie eine Beziehung zu Alex Whitman, die aber aufgrund Isabels vermeintlicher Bestimmung nie die Chance hat, sich zu entwickeln. In der zweiten Staffel verliebt sie sich doch noch in Alex, der kurz danach getötet wird. Isabel braucht lange Zeit, um diesen Verlust zu verarbeiten. In der dritten Staffel heiratet sie, zur großen Enttäuschung ihrer Eltern, Max und Michael, den Rechtsanwalt Jesse Ramirez. Zudem freundet sie sich mit Kyle Valenti an. In Sheriff Jim Valenti sieht Isabel eine Art Vaterfigur und bittet ihn sogar, sie bei ihrer Hochzeit zum Altar zu begleiten, als ihre Adoptiveltern sich weigern, der Trauung beizuwohnen.
Isabel ist ein sehr beliebtes Mädchen an der Schule. Sie versteckt ihre freundliche Seite unter einer Fassade aus Hochmut und Kälte: Sie präsentiert sich als eine gefühlskalte, perfekte und unerreichbare Schönheit. Isabel ist sehr extrovertiert und fügt sich mit Leichtigkeit in die menschliche Gesellschaft ein. Während Michael als ein rebellischer Einzelgänger und Max als schüchtern und still gelten, nimmt Isabel aktiv an sozialen Aktivitäten in Roswell teil. Doch tief im Inneren sehnt sie sich nach Stabilität und Sicherheit und wäre nichts lieber als ein „normales“ Mädchen wie Liz oder Maria.
Isabel hat die Fähigkeit der molekularen Manipulation, genau wie der Rest ihrer außerirdischen Gefährten. Daneben verfügt sie über die besondere Fähigkeit, die Träume von beliebigen Personen besuchen zu können. Später ist sie in der Lage in die Gedanken von Personen einzudringen, obwohl sie behauptet, es funktioniere nur, wenn sie schlafen.

#### Michael Guerin/Rath

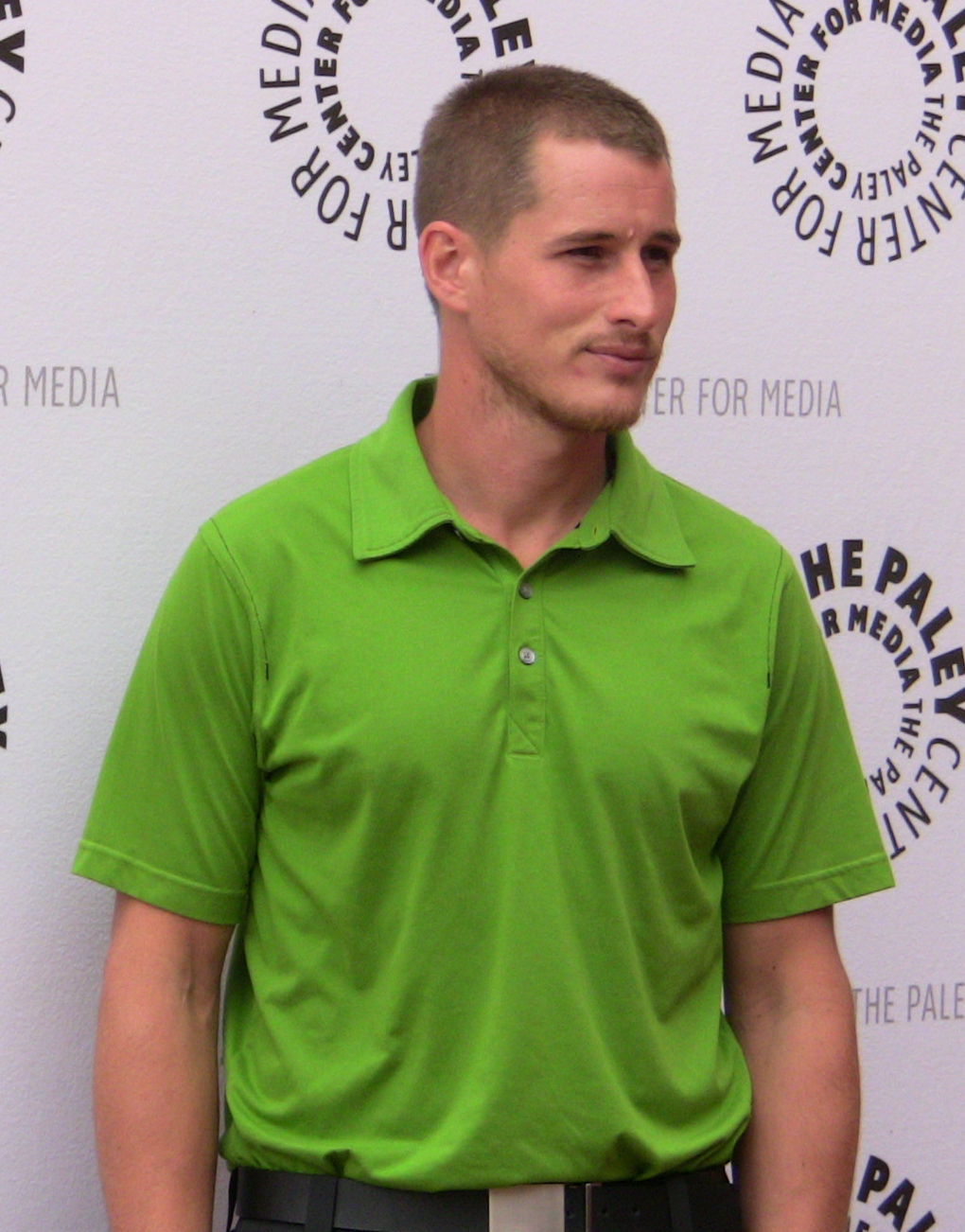
Brendan Fehr

Michael (dargestellt von Brendan Fehr) ist einer der königlichen Vier von Antar und der Klon des Außerirdischen Rath. Er wird als Sechsjähriger gemeinsam mit Max und Isabel gefunden und in die Obhut eines gewalttätigen Säufers namens Hank gegeben, während Max und Isabel von der Familie Evans adoptiert werden. Michael ist der Rebell und Außenseiter der Gruppe, was großteils auf die Umstände zurückzuführen ist, in denen er aufgewachsen ist. Er steht trotz seiner Intelligenz ständig kurz davor, der Schule verwiesen zu werden. Michael vertraut niemandem außer Max und Isabel und ist jederzeit bereit, Roswell hinter sich zu lassen, wenn er den leisesten Verdacht hat, dass sein Geheimnis gelüftet wurde. Mit der Hilfe von Philip Evans lässt Michael sich am Ende der ersten Staffel gerichtlich für volljährig erklären und löst sich so von der Situation mit seinem Pflegevater.
Obwohl Michael genauso viel wie Max und Isabel daran liegt, die Wahrheit über ihre Herkunft zu erfahren, ist er wie besessen davon und handelt oft selbstsüchtig und leichtsinnig, um dieses Ziel zu erreichen. Seine Tendenz zum impulsiven Handeln und Treffen von Entscheidungen, die ihn selbst und seine Freunde oft in Schwierigkeiten bringen, führt regelmäßig zu Streitigkeiten innerhalb der Gruppe. Trotz seiner negativen Eigenschaften ist Michael durchaus um das Wohl seiner Freunde besorgt. Michaels besondere Fähigkeit besteht darin, Dinge explodieren zu lassen, auf die er sich besonders konzentriert. Aufgrund seiner Unsicherheit und Unfähigkeit, seine Gefühle zu kontrollieren, hat er jedoch die geringste Kontrolle über seine Kräfte, was sich im Verlauf der Serie etwas legt. Am Ende der ersten Staffel lernt er von Nasedo, wie er seine Fingerabdrücke in die eines toten Agenten verwandeln kann, um sich so unerlaubten Zugang zu Räumen einer Militärbasis zu verschaffen.
Michael verliebt sich in der ersten Staffel in Liz’ beste Freundin Maria, mit der er im Verlauf der Serie eine On-Off-Beziehung führt. Michael realisiert schließlich, dass die Erde seine eigentliche Heimat ist, die er wegen seiner Liebe zu Maria nicht verlassen will.

#### Tess Harding/Ava

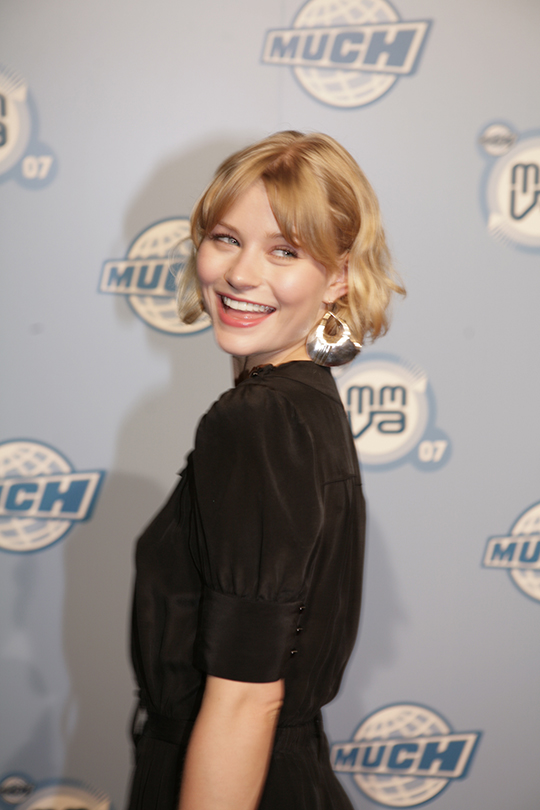
Emilie de Ravin

Tess (dargestellt von Emilie de Ravin) ist der Klon der Außerirdischen Ava, der Frau von Zan, dem König von Antar. Sie kam gemeinsam mit Max (Zans Klon), Isabel und Michael auf die Erde, verließ ihre Inkubationskapsel aber später als die anderen. Sie wurde von Nasedo gefunden und aufgezogen, der offenbar auf die Erde geschickt worden war, um die Vier vor ihrem Feind Kivar zu beschützen. Bei der Einführung von Tess’ Charakter in die Serie wird dem Zuschauer schnell klar, dass sie wie besessen von Max und der Erfüllung ihres vermeintlichen Schicksals mit ihm ist. Erst am Ende der zweiten Staffel werden ihre wahren Absichten in Bezug auf Max offenbart. So hat Nasedo viele Jahre zuvor einen Deal mit Kivar geschlossen, der es ihm ermöglichen sollte, sicher nach Antar zurückzukehren, solange er Kivar den Erben Max’ (mit Hilfe von Tess) bringt und Max, Michael und Isabel an ihn ausliefert. Schließlich ist es Tess, die Nasedos Teil der Vereinbarung erfüllt, nachdem dieser zu Beginn der zweiten Staffel getötet wird.
Tess scheint die einzige der vier zu sein, die über Erinnerungen an ihr früheres Leben verfügt, obwohl nie klargestellt wird, ob diese Erinnerungen nur ihrer eigenen Fantasie entspringen, die sie Max, Isabel und Michael glaubhaft machen will, um ihr Vertrauen zu gewinnen, oder sie tatsächlich mit der Hilfe Nasedos gelernt hatte, diese aus ihrem Unterbewusstsein abzurufen. Ihre besondere Fähigkeit besteht darin, die Gedanken der Menschen zu manipulieren und ihrem Verstand so Dinge vorzugaukeln, die nicht real sind. Sie ist zudem zur Gedankenkontrolle fähig, ähnlich einer Gehirnwäsche. Später ist sie in der Lage, eine von ihr produzierte Illusion in die Realität zu bringen, als sie beispielsweise die „Skins“ durch ein von ihr geschaffenes Feuer tötet. Dies ist möglicherweise dieselbe Art, auf die sie am Ende der dritten Staffel das Militärgebäude in die Luft sprengt. Tess wird als die mächtigste der Klone gehandelt, da ihre Fähigkeiten von Kindheit an durch Nasedo gefördert wurden. Sie versucht, Max, Isabel und Michael dabei zu helfen, ihre eigenen Fähigkeiten auszubauen.
Eine weitere zerstörerische Wirkung ihrer Fähigkeit wird in der zweiten Staffel offenbar, als Tess monatelang Alex Whitmans Erinnerungen manipuliert, damit er für sie das Schicksalsbuch der Vier übersetzt, das ihr die Rückkehr nach Antar ermöglichen muss, um Kivars Auftrag auszuführen. Die übermäßige Verwendung von Gehirnwäsche fügt Alex’ Gehirn einen gravierenden, und letztlich tödlichen, Schaden zu. Anschließend lässt sie Kyle ihr bei der Beseitigung von Alex’ Leiche helfen und manipuliert seine Erinnerungen so, dass er sich zeitweise an nichts mehr erinnern kann.

#### Liz Parker

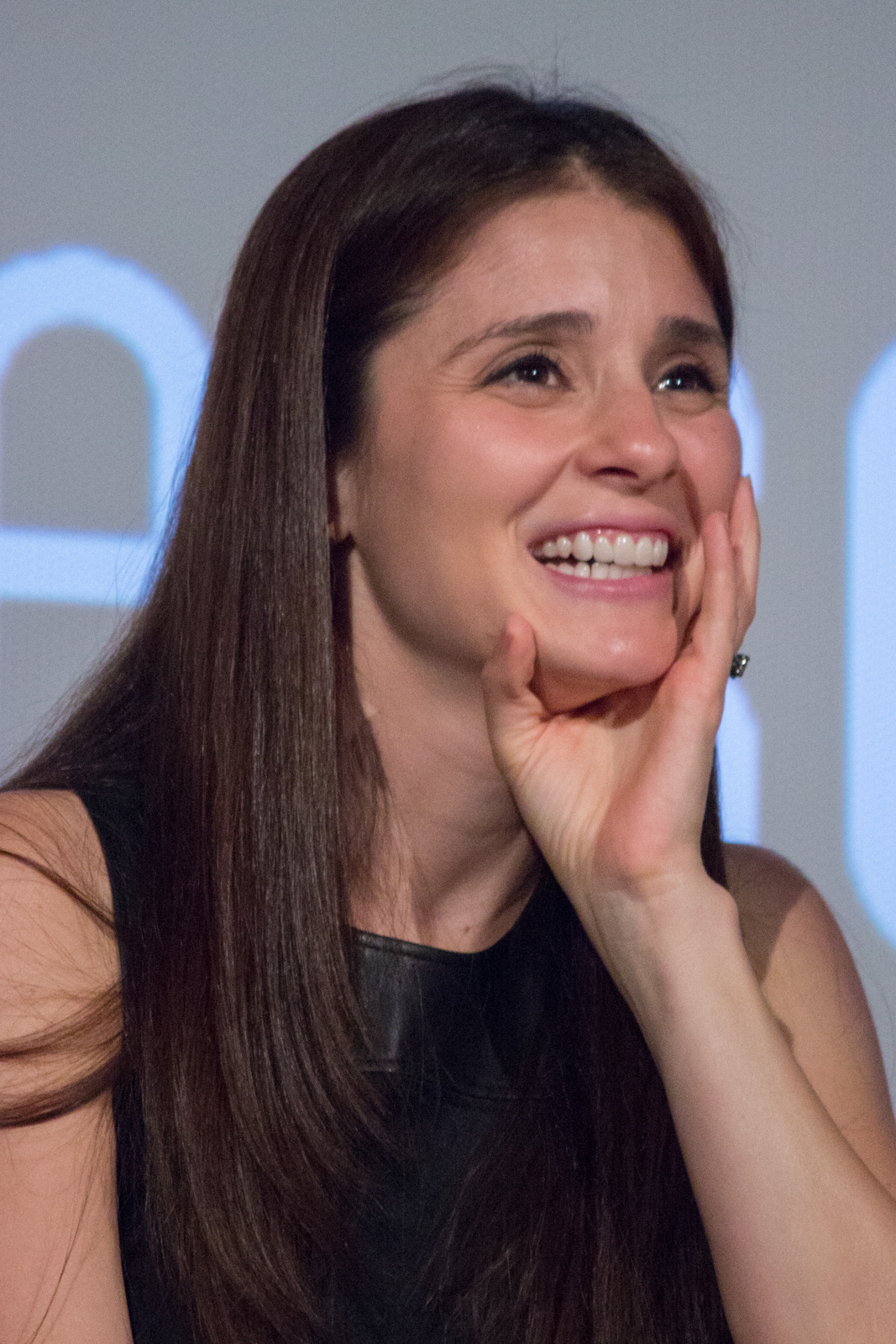
Shiri Appleby 2014

Liz Parker (dargestellt von Shiri Appleby) ist Schülerin an der Roswell High School. Ihre besten Freunde sind Alex Whitman und Maria DeLuca. Liz ist das typische Mädchen von nebenan. Sie ist sehr klug und ehrlich, sensibel, selbstbewusst und besonnen. Sie wohnt mit ihren Eltern über dem „Crashdown Café“, einem Diner, der ihrer Familie gehört, und arbeitet dort bis zur letzten Folge als Kellnerin. Eines Tages wird sie von einem Kunden mit einer Waffe angeschossen und von Max Evans gerettet, der, wie sie später erfährt, ein Außerirdischer ist. Sie erkennt jedoch, dass er keine Bedrohung für die Menschen darstellt. Aus diesem Grund beginnt sie, ihm und seinen Freunden zu helfen, und verzichtet dabei von Anfang an bewusst auf ihr bisher geordnetes, normales Leben. Sie verliebt sich in Max und beendet ihre Beziehung zu Kyle Valenti, mit dem sie erst kurz zuvor zusammengekommen ist. Liz entwickelt sich zum „Gehirn“ der Clique um Max, Isabel und Michael. Sie ist stets in der Lage, den Kernpunkt ihrer Probleme zu erkennen und eine entsprechende Lösung zu finden. Aber ihre Entschlossenheit und ihre selbstlose Art kann auch ein Charakterfehler sein, der sie oft zu Entscheidungen verleitet, die mit zu viel Verantwortung behaftet sind. Dies ist auch eine Eigenschaft, die sie mit Max teilt.
In der zweiten Staffel entwickelt Liz aufgrund ihrer Heilung durch Max übermenschliche Fähigkeiten. In der dritten Staffel sprengt sie Tess zweimal mit grüner Energie, die sie mit ihren Händen erzeugen kann. Zudem bekommt Liz Visionen über die Zukunft von Personen, mit denen sie in Berührung kommt. Am Ende der Serie sieht sie den gewaltsamen Tod ihrer selbst sowie ihrer Freunde voraus. Dank dieser Information gelingt ihnen gerade noch rechtzeitig die Flucht aus Roswell, bevor die Agenten des FBI sie töten können.
Max und Liz heiraten an einem unbekannten Ort. Ihr Tagebuch, dem Liz alle ihre (und Max’) Geheimnisse anvertraut hat, schickt sie ihren Eltern, um ihnen die Ereignisse der letzten Jahre zu erklären und sie darüber zu informieren, dass sie nun sehr glücklich ist, wo auch immer sie sich gerade befindet.

#### Maria DeLuca

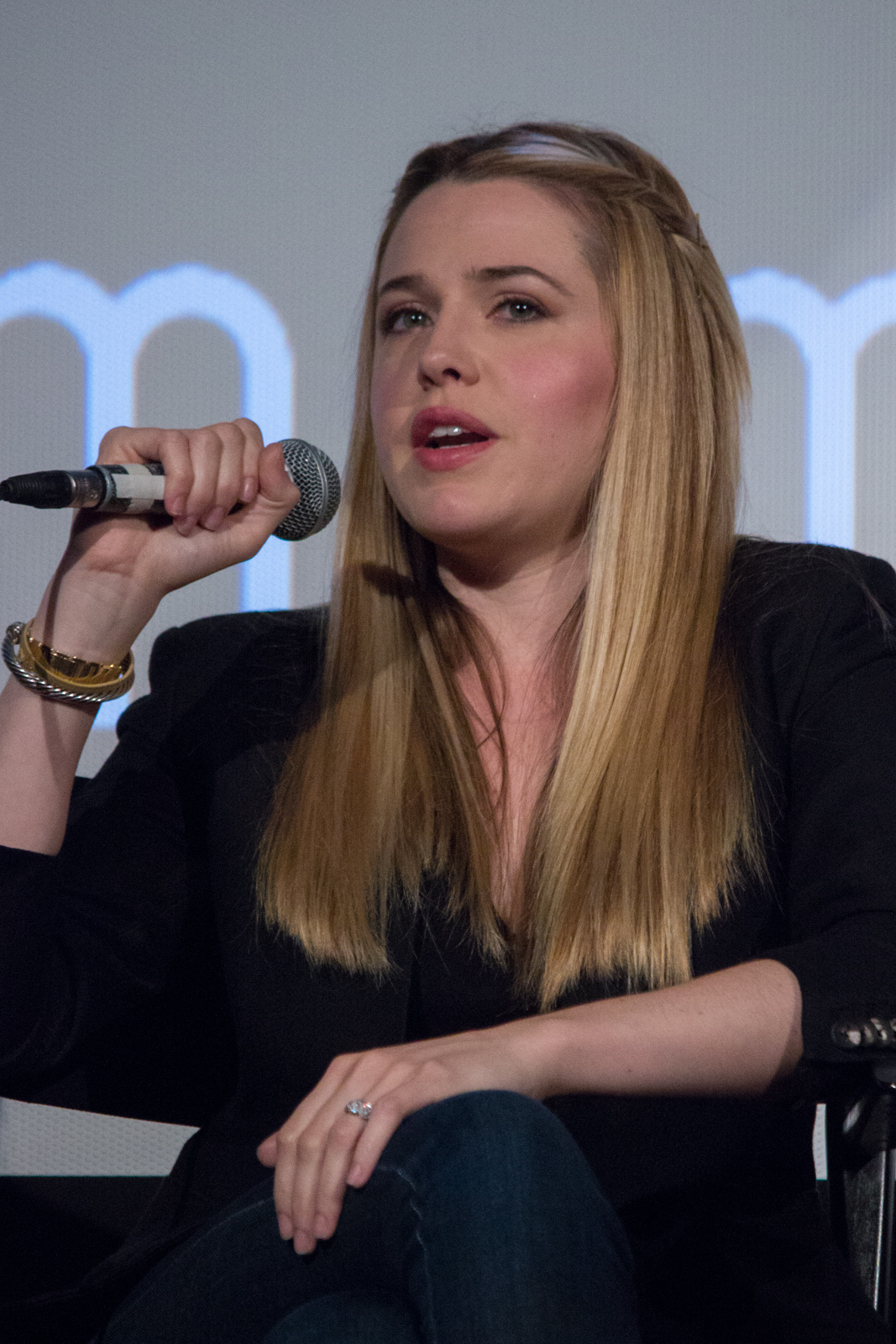
Maria DeLuca
(Majandra Delfino)

Maria (dargestellt von Majandra Delfino) ist die beste Freundin von Liz Parker und Alex Whitman. Sie arbeitet neben der Schule im „Crashdown Café“, das den Parkers gehört. Sie ist die Tochter einer alleinerziehenden Mutter, deren größte Sorge es ist, dass Maria die gleichen Fehler begeht, wie sie, als sie noch jung war. Maria wirkt oft aufgedreht, albern und sarkastisch. Sie zeichnet sich nicht besonders gut in akademischen Fächern aus, aber sie ist eine sehr talentierte Musikerin und interessiert sich für Fotografie. Maria ist eine sehr loyale Freundin, selbstbewusst und mitfühlend. Unter den Protagonisten ist sie diejenige, die zunächst am meisten mit der Bürde des Geheimnisses um Max, Isabel und Michael zu kämpfen hat, beweist aber in besonders brenzligen Situationen dennoch eine ungeahnte Coolness. Zu ihren negativen Persönlichkeitsmerkmalen gehören vor allem ihre übermäßige Eitelkeit und Eifersucht, die sich besonders in ihrer Beziehung zu Michael zeigen. Allerdings ist sie eine leidenschaftliche Person, der es sehr leicht fällt, sich zu öffnen.
Maria verliebt sich in Michael Guerin, dessen anfängliche Beziehungsunfähigkeit für viel Herzschmerz bei Maria sorgt. Aus einer leidenschaftlichen On-Off-Beziehung wird letztlich doch die große Liebe. Für sie gibt Michael seinen lang gehegten Traum auf, nach Antar zurückzukehren. Am Ende der Serie fliehen sie gemeinsam mit Liz, Max, Isabel und Kyle aus Roswell.

#### Kyle Valenti

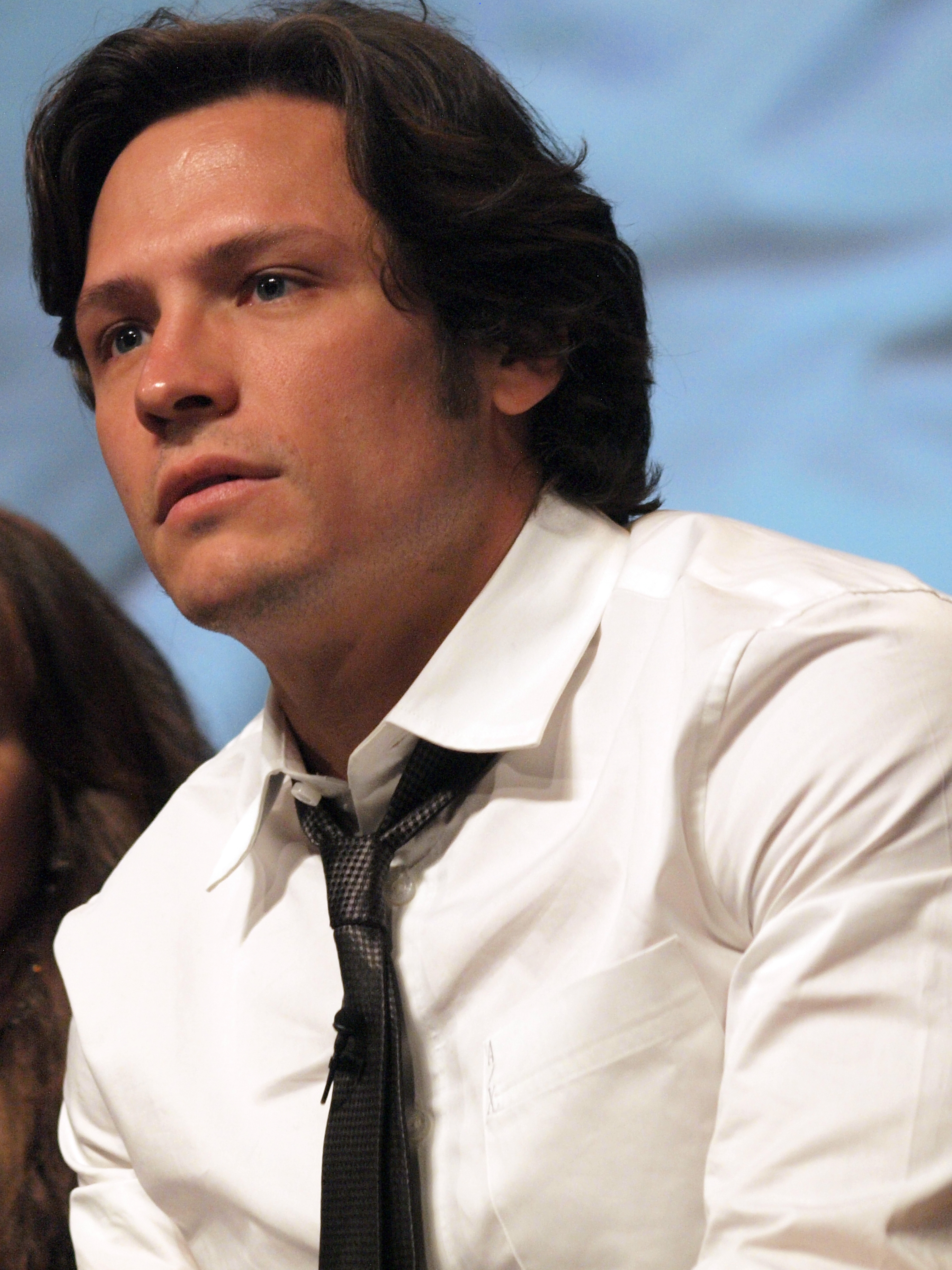
Nick Wechsler

Kyle (dargestellt von Nick Wechsler) ist der einzige Sohn des Sheriffs von Roswell. Über seine Mutter ist nichts bekannt. Zu Anfang der Serie ist er mit Liz Parker liiert. Als sie Max kennenlernt, trennt sie sich von ihm. Dies führt zu einer zeitweisen Feindschaft zwischen Max und Kyle. Am Ende der ersten Staffel wird Kyle versehentlich von seinem Vater angeschossen und von Max geheilt. So erfährt er von dessen Geheimnis. In der zweiten Staffel erfährt man, dass Kyle sich dem Buddhismus zugewandt hat, um mit diesem Wissen besser umgehen zu können.
Mit der Zeit fügt Kyle sich in die Clique ein und freundet sich besonders mit Tess an, die nach Nasedos Tod im Haus des Sheriffs einzieht. Am Ende der zweiten Staffel findet die Clique heraus, dass Tess Kyle dazu benutzt hat, die Leiche des von ihr getöteten Alex zu entsorgen, und dass sie anschließend sein Gedächtnis manipuliert hat. Er befürchtet, wie Liz, übermenschliche Kräfte zu entwickeln, die sich aber während der Serie noch nicht zeigen. In der dritten Staffel wird Kyle zu einer wichtigen Bezugsperson für Isabel und sie werden gute Freunde. Nach einer Weile befürchtet Kyle, sich in sie verliebt zu haben, begreift jedoch bald, dass seine Gefühle gegenüber Isabel geschwisterlicher Natur sind. Im Staffelfinale flieht er gemeinsam mit Liz und ihren Freunden für immer aus Roswell.

#### Sheriff Jim Valenti
Valenti übernimmt in der ersten Staffel eine der Antagonisten-Rollen, wenn auch eine sympathische. Als Sheriff von Roswell ermittelt er im Fall der Schießerei im „Crashdown Café“, obwohl offenbar niemand verletzt wurde und die junge Kellnerin Liz Parker darauf besteht, dass das rote Chaos auf ihrer Uniform nur von einer zerbrochenen Ketchup-Flasche stammt. Doch Valenti findet Zeugen und Beweise, die ihre Geschichte widerlegen. Er schaltet das FBI ein, das ihn jedoch nach eingehender Prüfung der Beweise aus ihren weiteren Ermittlungen ausschließt. Valenti heftet sich daraufhin an Max’ Fersen und versteht bald, dass er und seine Freunde offenbar ein bedeutsames Geheimnis hüten, welches Valenti unbedingt ergründen will – insbesondere auch weil das FBI sich ebenfalls dafür interessiert.
Trotz seiner allgemeinen Abneigung und Skepsis gegenüber Max und seinen Freunden, erkennt Valenti im Verlauf der Staffel die Notlage der Jugendlichen und beginnt, auch ohne ihr Geheimnis zu kennen, sie vor den skrupellosen Machenschaften des FBI zu schützen. Trotz mehrerer Versuche, gelingt es dem Sheriff jedoch nicht, die Jugendlichen dazu zu bewegen, sich ihm anzuvertrauen. Erst als Max in die Hände der Spezialeinheit des FBI fällt, wird Valenti schließlich um Hilfe gebeten und erfährt die Wahrheit über Max, Isabel und Michael. In dem Versuch, ihnen zu helfen, schießt Valenti aus Versehen seinen Sohn Kyle an, der daraufhin von Max geheilt wird. Als Dank sichert Valenti Max und seinen Freunden seine uneingeschränkte Unterstützung zu.
In den folgenden Staffeln hilft Valenti der Clique, indem er diverse ihrer Handlungen mithilfe seiner beruflichen Stellung vertuscht. Er lädt auch Tess Harding ein, in seinem Haus zu leben, als Nasedo getötet wird. Durch sie führen er und Kyle alte, längst verworfene Familientraditionen wieder ein und kommen einander wieder näher. Valenti ist über Tess’ Verrat an ihren Freunden am Ende der zweiten Staffel schwer enttäuscht. Als er aufgrund von Isabels Träumen einen Vermisstenfall auflöst, wird man auf Valentis Handlungen aufmerksam und überprüft ihn. Da er sich weigert, Informationen über die Clique zu liefern, verliert er im Vorfeld der dritten Staffel seinen Job und verfällt zeitweise in eine Lebenskrise. In der Mitte der dritten Staffel wird er Sänger der lokalen Country-Band „Kit Shickers“ und erfüllt sich so einen lang gehegten Traum.
Valenti fühlt sich geehrt, als Isabel ihn darum bittet, sie bei ihrer Hochzeit zum Altar zu begleiten. Er wird jedoch von Isabels Adoptivvater abgelöst, als dieser doch noch bei der Trauung erscheint. Im Serienfinale verschafft Valenti seinem Sohn einen Job im Büro des neuen Sheriffs, den Kyle ablehnt und ihm dazu rät, sich selbst um die Stelle zu bemühen. So wird Valenti der neue Hilfssheriff von Roswell. Am Ende der Serie kommt es zu einem sehr emotionalen Abschied von seinem Sohn, bevor Kyle mit Max und den anderen in einen Van steigt und Roswell verlässt.
Im Verlauf der Serie hat Valenti eine On-Off-Affäre mit Marias Mutter, Amy DeLuca, aber es bleibt unklar, ob sie echte Gefühle füreinander haben; sie stellen sich in der Öffentlichkeit nie als ein Paar dar. Dies schweißt dennoch Maria und Kyle etwas zusammen, da sie oft über die Beziehung ihrer Elternteile scherzen. Valenti begleitet Amy auch zum Abschlussball an der Schule ihrer Kinder. In der dritten Staffel zeigt er Interesse an vielfach jüngeren Frauen, was Kyle sehr peinlich ist.

#### Alex Whitman

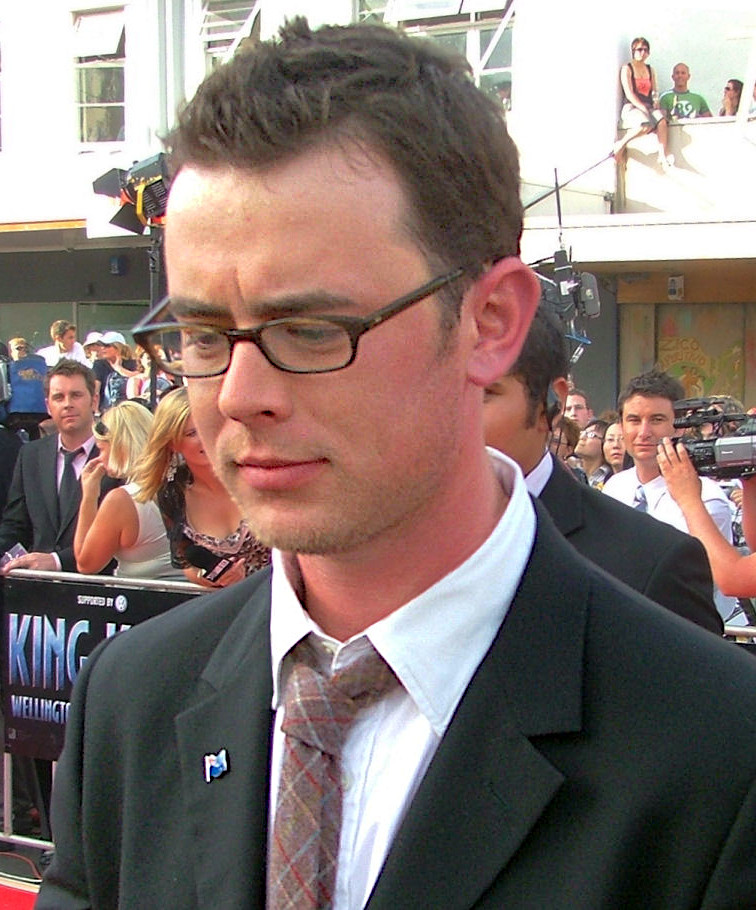
Colin Hanks

Alex (dargestellt von Colin Hanks) ist der beste Freund von Liz und Maria. Er wird lange Zeit nicht in Max’ Geheimnis eingeweiht, was für viele Spannungen zwischen ihm, Liz und Maria sorgt. Er verliebt sich in Isabel, doch seine Gefühle werden nicht richtig erwidert. In der zweiten Staffel verschwindet er für vier Wochen, angeblich im Rahmen eines Schüleraustauschprogramms, nach Schweden. Kurz nach seiner Rückkehr stirbt er bei einem Verkehrsunfall. Es stellt sich heraus, dass er von Tess gezwungen wurde, ein Buch zu übersetzen, das den „königlichen Vier“ erklären soll, wie sie nach Antar zurückkehren können. Sie unterzieht ihn mittels ihrer Kraft, Gedanken manipulieren zu können, regelmäßiger Gehirnwäsche, bis er einen bleibenden Hirnschaden erleidet und stirbt. Sie benutzt daraufhin Kyle, um ihr bei der Beseitigung von Alex’ Leiche zu helfen, und manipuliert dabei auch Kyles Gedächtnis.

#### Jesse Ramirez
Jesse ist ein 26 Jahre alter Rechtsanwalt, der in der dritten Staffel in der Kanzlei von Philip Evans angestellt ist. Er führt eine heimliche Beziehung mit Isabel, die zu dem Zeitpunkt 18 Jahre alt ist. Gegen den Willen ihrer Eltern heiratet Isabel ihn in der Mitte der dritten Staffel. Wenig später erfährt Jesse die Wahrheit über Isabels Ursprung, was für ein vorübergehendes Zerwürfnis zwischen ihnen sorgt. Jesse zieht aus der gemeinsamen Wohnung aus und wird vom FBI kontaktiert, das ihn dazu benutzen will, um an Max, Isabel und Michael ranzukommen. Wider Erwarten schützt er Isabel und ihre Freunde, was das Paar wieder etwas zusammenschweißt. Als die Clique am Ende der Serie aus Roswell flieht, will Jesse mitkommen, doch Isabel kann ihn dazu überreden, zurückzubleiben.

### Nebencharaktere

#### Philip und Diane Evans
Die Evans sind die Adoptiveltern von Max und Isabel. Sie haben ihre Kinder sehr liebevoll großgezogen, ohne ihren wahren Ursprung zu kennen. Isabel hat ein besonders inniges Verhältnis zu ihrer Adoptivmutter und hasst es, sie ständig anlügen zu müssen. Während der gesamten Serie bekommen Philip und Diane diverse Verdachtsmomente in Bezug auf ihre Kinder, gehen diesen aber erst in der dritten Staffel nach, was zu Streitigkeiten zwischen Eltern und Kindern führt. Insbesondere Philip Evans beginnt Max und Isabel zu misstrauen und stellt seinen Kindern zeitweise regelrecht nach. Am Ende der Serie erfahren Diane und Philip schließlich Max’ und Isabels Geheimnis, womit sie gut umzugehen scheinen.

#### Jeff und Nancy Parker
Jeff und Nancy Parker sind die Eltern von Liz und Besitzer vom „Crashdown Café“ in Roswell, in dem Liz und Maria während der Serie als Kellnerinnen arbeiten. Zu ihrer Mutter hat Liz kein besonders gutes Verhältnis, wenngleich sie sich so gut wie nie streiten. Das Verhältnis zu ihrem Vater ist dagegen sehr vertrauensvoll und herzlich. Obwohl er in der dritten Staffel das Vertrauen in Max verliert und ihm den Umgang mit Liz verbietet, willigt er schließlich aus Liebe zu seiner Tochter ein, ihm eine zweite Chance zu geben.

#### Amy DeLuca
Amy ist die Mutter von Maria, der sie in vielen Wesenszügen gleicht. Sie wurde von Marias Vater verlassen, als diese noch sehr klein war. Amy hat während der Serie eine Affäre mit Sheriff Valenti, was zunächst sehr befremdlich auf Maria wirkt, doch aus der Beziehung zwischen ihr und Jim wird offenbar nichts. In der zweiten Staffel wird sie gemeinsam mit Liz, Maria, Tess und Max von Brody als Geisel genommen. Um ihre Erinnerungen daran zu löschen, wird ihr Gedächtnis von Tess manipuliert. Kurz darauf zeigt sie Anzeichen von Verwirrtheit in Form von Selbstgesprächen, die sich um die Geiselnahme drehen. Dadurch ist es Maria und Liz möglich, Tess als Alex’ Mörderin auszumachen.

#### Hilfssheriff Fischer und FBI-Agent Pierce
Agent Pierce ist Mitglied einer Spezialeinheit des FBI, die auf die Jagd nach Außerirdischen spezialisiert ist. Er wird erstmals von Kathleen Topolsky erwähnt, die Max und seine Freunde vor ihm warnt. Er gilt als besonders skrupellos und grausam. Nach dem Mord an Topolsky wird Pierce an ihrer Stelle nach Roswell beordert, um Max dingfest zu machen. Getarnt als der neue Hilfssheriff Fischer hängt er sich an Max’ Fersen. Es gelingt Pierce schließlich, ihn zu entführen und zu foltern, bevor dieser von seinen Freunden gerettet wird. Als Pierce ihnen folgt, wird er überwältigt und in das UFO-Center in Roswell gebracht. Als er vom ahnungslosen Kyle Valenti befreit wird, kommt es zu einem Kugelhagel mit Jim Valenti, bei dem Pierce getötet wird. Seine Leiche wird von Valenti in der Wüste New Mexicos verscharrt. Nasedo nimmt für einige Zeit die Gestalt von Pierce an, um seinen Tod zu vertuschen und das FBI zu infiltrieren.

#### Kathleen Topolsky

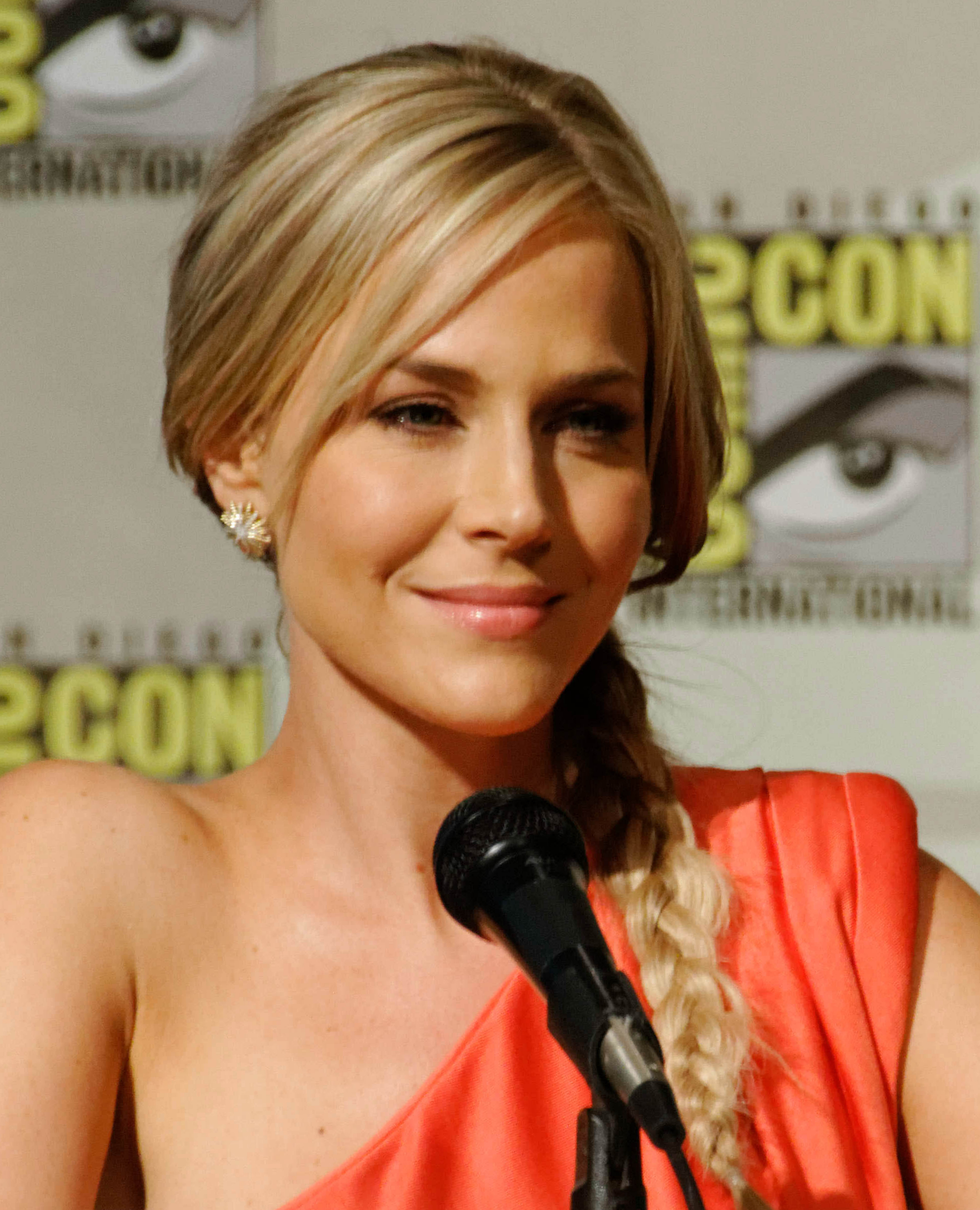
Julie Benz

Miss Topolsky (dargestellt von Julie Benz) ist in der ersten Staffel eine Lehrerin an der Roswell High. Sie arbeitet für das FBI und soll Max und seine Freunde auskundschaften. Als ihre Tarnung auffliegt, wird sie aus Roswell abgezogen. Monate später taucht sie, sichtlich psychisch angeschlagen, wieder auf und warnt die Clique vor ihren eigenen Leuten, insbesondere vor dem unbarmherzigen Agenten Pierce, der es auf sie abgesehen hat. Kathleen wird vom FBI wieder aufgespürt und erneut in einer Nervenheilanstalt, aus der sie angeblich zuvor entflohen war, untergebracht. Eine Woche später stirbt sie dort bei einem Brand. Es wird vermutet, dass das FBI sie ermordet und dies so erfolgreich vertuscht hat.

#### Ed Harding und Nasedo
Nasedo ist ein Außerirdischer vom Planeten Antar und kam als einer von vier Beschützern der Klone der „königlichen Vier“ mit einem Raumschiff zur Erde, das 1947 über Roswell abgestürzt ist. Zwei seiner Begleiter überlebten den Absturz nicht. Er, ein überlebender Antarier, sowie die zwei Sets Klone wurden daraufhin vom US-Militär zu einer Militärbasis gebracht. Mit der Hilfe eines Piloten gelang ihnen die Flucht. Nasedo versteckte ein Set Klone im Inneren einer Felsformation, die sich in der Nähe der Absturzstelle befindet. Das andere Set wurde nach New York City gebracht.
Nasedo trägt keine menschliche DNA in sich und besitzt daher keine feste Form. Durch seine Fähigkeit des Gestaltwandelns kann er das Aussehen jedes beliebigen Menschen annehmen. Auf seiner Flucht vor dem FBI tötete er eine Reihe von Menschen. Er ging irgendwann einen Deal mit Kivar ein, laut dem er Max, Isabel und Michael an ihn ausliefern soll. Darüber hinaus soll Tess Kivar den Erben Zans (Max) bringen, den er nach seinen Vorstellungen formen und als Herrscher über Antar einsetzen will. Nasedo sorgt dafür, dass Max, Isabel und Michael ihre Kapseln früher verlassen als Tess, nimmt die Letztgenannte dann in seine Obhut und bereitet sie auf ihren Auftrag vor. In der Serie gibt er sich als ein Regierungsangestellter namens Ed Harding aus, der, gemeinsam mit seiner Tochter Tess, gerade berufsbedingt nach Roswell gezogen ist. Am Anfang der zweiten Staffel wird er von einer „Skin“ getötet.

#### Brody Davis/Larek
Brody Davis wird in der zweiten Staffel der neue Eigentümer des UFO-Centers, in dem Max Evans arbeitet. Es wird bekannt, dass er regelmäßig von einem Außerirdischen namens Larek als Marionette verwendet wird, um auf der Erde kommunizieren zu können. Dies erklärt auch, warum Brody felsenfest behauptet, regelmäßig von den Außerirdischen entführt zu werden. Larek nimmt unter Verwendung von Brodys Körper an dem in New York stattfindenden Gipfeltreffen der Könige des Planetensystems, dem Antar angehört, teil. In einem Gespräch mit dem ebenfalls anwesenden Max verrät Larek, dass er und Zan (von dem Max abstammt) wie Brüder aufgewachsen sind und sich sehr nahestanden. Zurück in Roswell, erfindet Brody ein Gerät, mit dem er die ihm fehlenden Erinnerungen an seine Entführungen abrufen kann und kommt so Max’ Geheimnis auf die Schliche. Dabei trägt er einen Gehirnschaden davon und wird gefährlich für seine Mitmenschen. Um Max ein Geständnis abzuringen, nimmt Brody ihn, Tess, Liz, Maria und ihre Mutter sowie Marias Cousin als Geisel. Max überzeugt Brody schließlich davon, sich von ihm heilen und somit seine Erinnerungen an Larek verschwinden zu lassen. Gleichzeitig manipuliert Tess Brodys Erinnerungen an die Geiselnahme.
Brody ist alleinerziehender Vater einer krebskranken Tochter. Sie wird von Max geheilt, als sie im Krankenhaus liegt.

#### Kivar
Über Kivars Ursprung ist nicht viel bekannt. Er beschloss, die Herrschaft über Antar zu übernehmen und löste damit eine Revolution aus, die vielen Bewohnern des Planeten das Leben kostete. Er tötete den damaligen König sowie fast dessen gesamte Familie und übernahm die Kontrolle über Antar. Kivar wusste zunächst nichts davon, dass Zan und der Rest der „königlichen Vier“ Klone besaßen, die kurz nach ihrem Tod mit einem Raumschiff zur Erde geschickt wurden. Jahre später entsendet Kivar einige seiner Gefolgsleute zur Erde, die sich selbst die „Skins“ nennen und nach den Klonen suchen sollen, in denen Kivar eine Gefahr für die Erhaltung seiner Herrschaft über Antar sieht, obwohl die Vier weder wissen, wer Kivar ist, noch was mit ihrem Heimatplaneten passiert ist.
Auf der Konferenz, an der die Vertreter der benachbarten Planeten von Antar teilnehmen, wird Kivar von seinem treuen Anhänger und Anführer jener Skins, Nicholas, vertreten. Dieser unterbreitet Max das Angebot zugunsten eines vermeintlichen Friedens auf Antar. Als Gegenleistung soll Max jedoch unter anderem sein Recht auf den königlichen Thron an Kivar abtreten. Doch Max lehnt dies ab. Ein Jahr später nimmt Kivar Besitz von einem Menschen und versucht, seine frühere Geliebte Vilandra (Isabel) davon zu überzeugen, mit ihm nach Antar zurückzukehren. Der Versuch endet darin, dass Isabel ihn in das Portal stößt, durch das er allein nach Antar zurückbefördert wird. Max, Isabel und Michael drohen ihm, ihn zu töten, sollte er je wieder zurückkommen.

#### Die Skins
Die „Skins“ sind eine außerirdische Lebensform, die im Kampf um die Macht über Antar auf Kivars Seite stehen. Sie wurden von diesem zur Erde gesandt, um die Klone der „königlichen Vier“ zu finden, auf ihre Seite zu ziehen oder zu eliminieren. Die Skins besitzen keine menschliche DNA und haben somit keinen festen Körper. Um auf der Erde zu überleben, erschaffen sie Hüllen (falsche Körper), die rund 50 Jahre halten. Die Skins werden so genannt, weil ihre Haut sich schält, sobald ihre Hüllen beginnen, das Ende ihrer Haltbarkeit zu erreichen. Während der Serie übernimmt der Halbwüchsige Nicholas Crawford eine Führungsrolle unter den Skins. Der Großteil der Skins unter seiner Führung wird von Tess am Anfang der zweiten Staffel getötet. Später taucht Nicholas mehrmals wieder auf. Kivar bedient sich Nicholas’ Körper, um an dem Gipfeltreffen in New York teilzunehmen.

## Besetzung

### Hauptdarsteller
| Rolle                          | Schauspieler     | Synchronsprecher     | Hauptrolle Staffel | Gastrolle Staffel |
| ------------------------------ | ---------------- | -------------------- | ------------------ | ----------------- |
| Elizabeth „Liz“ Parker         | Shiri Appleby    | Manja Doering        | 1–3                |                   |
| Maxwell „Max“ Evans (Zan)      | Jason Behr       | Gerrit Schmidt-Foß   | 1–3                |                   |
| Maria DeLuca                   | Majandra Delfino | Sonja Spuhl          | 1–3                |                   |
| Michael Guerin (Rath)          | Brendan Fehr     | Kim Hasper           | 1–3                |                   |
| Alex Whitman                   | Colin Hanks      | Julien Haggège       | 1–2                | 3                 |
| Isabel Amanda Evans (Vilandra) | Katherine Heigl  | Ulrike Stürzbecher   | 1–3                |                   |
| Sheriff Jim Valenti            | William Sadler   | Klaus-Dieter Klebsch | 1–3                |                   |
| Kyle Valenti                   | Nick Wechsler    | Tobias Müller        | 2–3                | 1                 |
| Tess Harding (Ava)             | Emilie de Ravin  | Diana Borgwardt      | 1–2                | 3                 |
| Jesse Esteban Ramirez          | Adam Rodriguez   | David Nathan         | 3                  |                   |

### Nebendarsteller
| Rolle                                                     | Schauspieler       | Synchronsprecher    | Staffel |
| --------------------------------------------------------- | ------------------ | ------------------- | ------- |
| Miss Kathleen Topolsky                                    | Julie Benz         | Judith Brandt       | 1       |
| Ed Harding (Nasedo)                                       | Jim Ortlieb        | Hans-Jürgen Wolf    | 1–2     |
| Jeff Parker                                               | John Doe           | Bodo Wolf           | 1–3     |
| Nancy Parker                                              | Jo Anderson        | Arianne Borbach     | 1–3     |
| Philip Evans                                              | Garrett M. Brown   | Frank Schenk        | 1–3     |
| Diane Evans                                               | Mary Ellen Trainor | Rita Engelmann      | 1–3     |
| Amy DeLuca                                                | Diane Farr         | Liane Rudolph       | 1–2     |
| Sean DeLuca Marias Cousin                                 | Devon Gummersall   | Timmo Niesner       | 2       |
| Hilfssheriff David „Dave“ Fisher/ FBI-Agent Daniel Pierce | David Conrad       | Sfefan Gossler      | 1–2     |
| Brody Davis (Larek)                                       | Desmond Askew      | Frank Schröder      | 2       |
| Nicholas Crawford                                         | Miko Hughes        | Sven Plate          | 2       |
| Kivar                                                     | Spence Decker      | Charles Rettinghaus | 3       |

## Episodenübersicht
| Gesamt | Episode | Originaltitel            | Deutscher Titel           | Erstausstrahlung USA | Erstausstrahlung Deutschland |
| ------ | ------- | ------------------------ | ------------------------- | -------------------- | ---------------------------- |
| 01     | 1       | Pilot                    | Das Geheimnis             | 6. Oktober 1999      | 7. Oktober 2000              |
| 02     | 2       | The Morning After        | Der Schlüssel             | 13. Oktober 1999     | N/A                          |
| 03     | 3       | Monsters                 | Jedem sein Monster        | 20. Oktober 1999     | N/A                          |
| 04     | 4       | Leaving Normal           | Der ganz normale Wahnsinn | 27. Oktober 1999     | N/A                          |
| 05     | 5       | Missing                  | Das Tagebuch              | 3. November 1999     | N/A                          |
| 06     | 6       | 285 South                | Marathon, Texas           | 10. November 1999    | N/A                          |
| 07     | 7       | River Dog                | Das Symbol                | 17. November 1999    | N/A                          |
| 08     | 8       | Blood Brothers           | Blutsbrüder               | 24. November 1999    | N/A                          |
| 09     | 9       | Heat Wave                | Dezemberhitze             | 1. Dezember 1999     | N/A                          |
| 10     | 10      | The Balance              | Nasedo                    | 15. Dezember 1999    | N/A                          |
| 11     | 11      | The Toy House            | Das Spielzeughaus         | 19. Januar 2000      | N/A                          |
| 12     | 12      | Into The Woods           | Das Zeltlager             | 26. Januar 2000      | N/A                          |
| 13     | 13      | The Convention           | Besessen                  | 2. Februar 2000      | N/A                          |
| 14     | 14      | Blind Date               | Blind Date                | 9. Februar 2000      | N/A                          |
| 15     | 15      | Independence Day         | Unabhängig                | 16. Februar 2000     | N/A                          |
| 16     | 16      | Sexual Healing           | Herzbeben                 | 1. März 2000         | N/A                          |
| 17     | 17      | Crazy                    | Die Liste                 | 10. April 2000       | N/A                          |
| 18     | 18      | Tess, Lies And Videotape | Tess, Lügen und Video     | 17. April 2000       | N/A                          |
| 19     | 19      | Four Square              | Das vierte Quadrat        | 24. April 2000       | N/A                          |
| 20     | 20      | Max To The Max           | Max Maximal               | 1. Mai 2000          | N/A                          |
| 21     | 21      | The White Room           | Das weiße Zimmer          | 8. Mai 2000          | N/A                          |
| 22     | 22      | Destiny                  | Ende und Anfang           | 15. Mai 2000         | N/A                          |

| Gesamt | Episode | Originaltitel                  | Deutscher Titel                 | Erstausstrahlung USA | Erstausstrahlung Deutschland |
| ------ | ------- | ------------------------------ | ------------------------------- | -------------------- | ---------------------------- |
| 23     | 1       | Skin And Bones                 | Haut und Knochen                | 2. Oktober 2000      | 4. Mai 2002                  |
| 24     | 2       | Ask Not                        | Fragen über Fragen              | 9. Oktober 2000      | N/A                          |
| 25     | 3       | Surprise                       | Die Überraschungsparty          | 16. Oktober 2000     | N/A                          |
| 26     | 4       | Summer Of 47                   | Sommer ’47                      | 23. Oktober 2000     | N/A                          |
| 27     | 5       | The End Of The World           | Der Zeitreisende                | 30. Oktober 2000     | N/A                          |
| 28     | 6       | Harvest                        | Die Ernte                       | 6. November 2000     | N/A                          |
| 29     | 7       | Wipeout                        | Gefangene der Zeit              | 13. November 2000    | N/A                          |
| 30     | 8       | Meet The Dupes                 | Der zweite Satz                 | 20. November 2000    | N/A                          |
| 31     | 9       | Max In The City                | Der Gipfel                      | 27. November 2000    | N/A                          |
| 32     | 10      | A Roswell Christmas Carol      | Der Geist der Weihnacht         | 18. Dezember 2000    | N/A                          |
| 33     | 11      | To Serve And Protect           | Gefangen im Albtraum            | 22. Januar 2001      | N/A                          |
| 34     | 12      | We Are Family                  | Das Geheimnis der Laurie Dupree | 29. Januar 2001      | N/A                          |
| 35     | 13      | Disturbing Behaviour           | Spurensuche                     | 5. Februar 2001      | N/A                          |
| 36     | 14      | How The Other Half Lives       | Die Kristall-Königin            | 19. Februar 2001     | N/A                          |
| 37     | 15      | Viva Las Vegas                 | Viva Las Vegas                  | 26. Februar 2001     | N/A                          |
| 38     | 16      | Heart Of Mine                  | Der Abschlussball               | 16. April 2001       | N/A                          |
| 39     | 17      | Cry Your Name                  | Tod um Mitternacht              | 23. April 2001       | N/A                          |
| 40     | 18      | It’s Too Late And It’s Too Bad | Schweden-Rätsel                 | 30. April 2001       | N/A                          |
| 41     | 19      | Baby It’s You                  | Das Buch der Bücher             | 7. Mai 2001          | N/A                          |
| 42     | 20      | Off The Menu                   | Stromausfall                    | 14. Mai 2001         | N/A                          |
| 43     | 21      | The Departure                  | Aufbruch                        | 21. Mai 2001         | 1. September 2002            |

| Gesamt | Episode | Originaltitel                                | Deutscher Titel              | Erstausstrahlung USA | Erstausstrahlung Deutschland |
| ------ | ------- | -------------------------------------------- | ---------------------------- | -------------------- | ---------------------------- |
| 44     | 1       | Busted                                       | Bonnie & Clyde               | 9. Oktober 2001      | 21. Juni 2003                |
| 45     | 2       | Michael The Guys And The Great Snapple Caper | Die Rache des Michael G.     | 16. Oktober 2001     | N/A                          |
| 46     | 3       | Significant Others                           | Was im Leben zählt           | 23. Oktober 2001     | N/A                          |
| 47     | 4       | Secrets & Lies                               | Lügen und Geheimnisse        | 30. Oktober 2001     | N/A                          |
| 48     | 5       | Control                                      | Allein gegen alle            | 6. November 2001     | N/A                          |
| 49     | 6       | To Have And To Hold                          | Der ungebetene Hochzeitsgast | 13. November 2001    | N/A                          |
| 50     | 7       | Interruptus                                  | Flitterwochen mit dem Ex     | 20. November 2001    | N/A                          |
| 51     | 8       | Behind The Music                             | Lebe deine Träume            | 27. November 2001    | N/A                          |
| 52     | 9       | Samuel Rising                                | Samuels Traumwelt            | 18. Dezember 2001    | N/A                          |
| 53     | 10      | A Tale Of Two Parties                        | Die Enigma-Party             | 1. Januar 2002       | N/A                          |
| 54     | 11      | I Married An Alien                           | Verliebt in einen Alien      | 29. Januar 2002      | N/A                          |
| 55     | 12      | Ch-Ch-Changes                                | Getrennte Wege               | 5. Februar 2002      | N/A                          |
| 56     | 13      | Panacea                                      | Ein Mord als Test            | 12. Februar 2002     | N/A                          |
| 57     | 14      | Chant Down Babylon                           | Im falschen Körper           | 26. Februar 2002     | N/A                          |
| 58     | 15      | Who Died And Made You King?                  | Der Kampf um den Thron       | 23. April 2002       | N/A                          |
| 59     | 16      | Crash                                        | Abgestürzt                   | 30. April 2002       | N/A                          |
| 60     | 17      | Four Aliens And A Baby                       | Vier Aliens und ein Baby     | 7. Mai 2002          | N/A                          |
| 61     | 18      | Graduation                                   | Der Abschied                 | 14. Mai 2002         | 18. Oktober 2003             |